# Ugra (Fluss)
Die Ugra (russisch Угра) ist ein 339 km langer linker Nebenfluss der Oka im europäischen Teil Russlands.

## Geografie
Die Ugra hat ihre Quelle in den Smolensker Höhen im südöstlichen Teil der Oblast Smolensk und fließt auf einer Länge von 339 km durch die Oblast Smolensk und die Oblast Kaluga. Das Einzugsgebiet des Flusses umfasst eine Fläche von 15.700 km². Die Wassermenge, die der Fluss führt, ist über das Jahr sehr unterschiedlich. Im Frühjahr zwischen März und Mai führt die Ugra konstant Hochwasser aus den abschmelzenden Schnee- und Eismassen. Im Sommer und Herbst führt der Fluss meist Niedrigwasser, nur zeitweise unterbrochen durch Springfluten aufgrund von starken Regenfällen. Im Winter herrscht ein konstantes Niedrigwasser. Während des Frühjahrshochwassers steigt das Wasser gegenüber dem Winterwasserstand um bis zu 11 Meter. In dieser Zeit beträgt die Durchlaufmenge etwa 35 Kilometer oberhalb der Mündung in die Oka durchschnittlich 90 m³ je Sekunde.

## Geschichte
Die Ugra war seit dem frühen Mittelalter ein Grenzfluss zwischen verschiedenen Reichen. Berichte über militärische Auseinandersetzungen am Fluss reichen bis in das Jahr 1147 zurück. Die bekannteste Schlacht ist wahrscheinlich das Stehen an der Ugra im Jahr 1480. Der Fluss war zu dieser Zeit die Grenze zwischen dem Großfürstentum Moskau und dem Großfürstentum Litauen. Bei der Schlacht standen sich das Heer der Goldenen Horde unter Akhmat Khan und das Heer des Großfürstentums Russland unter Iwan III. gegenüber. Nach einem kurzen Gefecht stationierten sich beide Heere auf gegenüberliegenden Ufern. Nachdem der Verbündete der Mongolen, der Großfürst von Litauen Kasimir IV. Jagiello, nicht erschien und sich das russische Heer verstärken konnte, zogen die Truppen der Goldenen Horde sich kampflos nach Süden zurück. Diese Schlacht kennzeichnet das Ende der  mongolischen Herrschaft über Russland und den Ausgangspunkt für den Aufstieg des russischen Reiches und den Untergang des Reiches der Goldenen Horde.
Während des Vaterländischen Krieges gegen Napoléon Bonaparte wurde das Gebiet um Juchnow von Partisanen um Denis Wassiljewitsch Dawydow verteidigt. Die Partisanen waren so erfolgreich, dass die Napoleonische Armee das Gebiet nicht eroberte. Auch während des Zweiten Weltkrieges kam es zu mehreren Gefechten und Schlachten im Gebiet des Flusses.